# Râul Valea Lupului, Lozna
Râul Valea Lupului este un curs de apă, afluent al râului Negri

## Hărți
- Harta Munții Poiana Rusca  Arhivat în 12 martie 2010, la Wayback Machine.
- Harta Județului Caraș-Severin